# McMinnville (Oregón)
McMinnville es una ciudad ubicada en el condado de Yamhill en el estado estadounidense de Oregón. En el año 2009 tenía una población de 32,400 habitantes y una densidad poblacional de 1,033.5 personas por km².

## Geografía
McMinnville se encuentra ubicada en las coordenadas 45°12′42″N 123°11′50″O / 45.21167, -123.19722.

## Demografía
Según la Oficina del Censo en 2000 los ingresos medios por hogar en la localidad eran de $38,953, y los ingresos medios por familia eran $44,013. Los hombres tenían unos ingresos medios de $33,517 frente a los $24,405 para las mujeres. La renta per cápita para la localidad era de $17,085. Alrededor del 8.2% de la población estaban por debajo del umbral de pobreza.

## Localidades próximas
Diagrama de las localidades a un radio de 16 km a la redonda de Long Neck. 